# Мушмула германская
Мушмула́ герма́нская (лат. Mespilus germanica) — листопадное плодовое дерево семейства Розовые.

## Распространение
Несмотря на видовой эпитет, это дерево происходит из Юго-Западной Азии и Юго-Восточной Европы и было завезено в Германию римлянами. Мушмуле германской необходимо тёплое лето и мягкая зима. Мушмула в диком виде произрастает на южном берегу Крыма, в Грузии, Армении, Азербайджане и на Северном Кавказе. Одиночные растения встречаются в садозащитных насаждениях центральных районов Украины (например, в городе Умани, куда растение было завезено в советские времена как слаборослый подвой для груши). Она предпочитает солнечные сухие места и слабокислую почву.
В Алжире очень часто встречается в садах домов колониального времени в пригородах крупных городов.

## Ботаническое описание

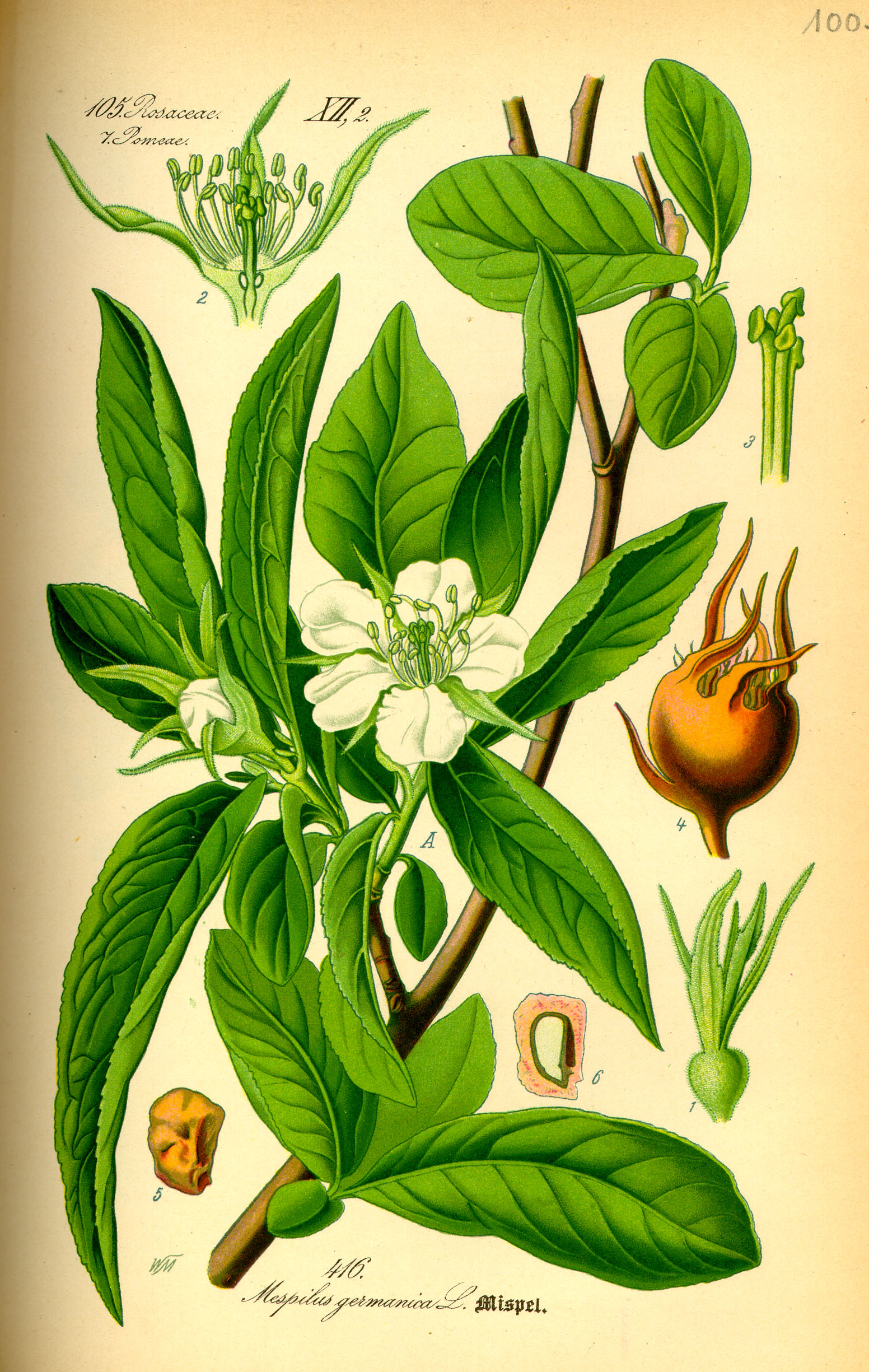
Мушмула германская.

Мушмула германская — плодовое дерево, при идеальных (безморозных) условиях растение вырастает до 8 м, но чаще оно намного ниже.
Листья дерева тёмно-зелёные эллиптические, 8–15 см длиной и 3–4 см шириной, но осенью, перед падением, меняют окраску на красный. Пятилепестковые белые цветки появляются поздней весной.
Плод красновато-коричневого цвета, диаметром 2–3 см, с развёрнутыми постоянными чашелистиками, придающими ему полую внешность. Плоды мушмулы германской твёрдые и кислые. Они пригодны к употреблению в пищу только после подморожения или длительного хранения (в том случае, если плоды снимаются с дерева до наступления заморозков). При этом они становятся сладкими и мягкими, но приобретают морщинистую структуру и уменьшаются в объёме.

## Культивирование
Мушмула германская культивируется уже 3000 лет в прикаспийских областях Азербайджана. Она стала выращиваться древними греками около 700 г. до н. э. и древними римлянами около 200 г. до н. э. В древнеримскую и средневековую эпохи это растение было важнейшей плодовой культурой. Однако в XVII—XVIII вв. интерес к ней постепенно угасал, и она заменялась другими культурами, а в настоящее время культивируется довольно редко.

## Варианты названия
На Северном Кавказе мушмулу обыкновенную по-русски, как правило, называют «шишки»; ср. также в словаре В. Даля: ЧИШКА, чишки, чишковое дерево — мушмула, Mespilus germanica. В Чечне — хьамц. У аварцев – гва́ргин, хӀанц, гӏерхь или къвикъви́, также диал. буру́цI. В предгорьях Дагестана на кум. яз — огуземиш. В российском Закавказье (Сочи, Туапсе) и Абхазии — мушмула. В Грузии этот плод называют згмартли, в регионе Мингрелия — бацу. В Армении — з'кер. В Азербайджане — эзгиль. В Балкарии - къущхамищ. У лезгин плод называется кцикар, у даргинцев - дургви.

## Галерея

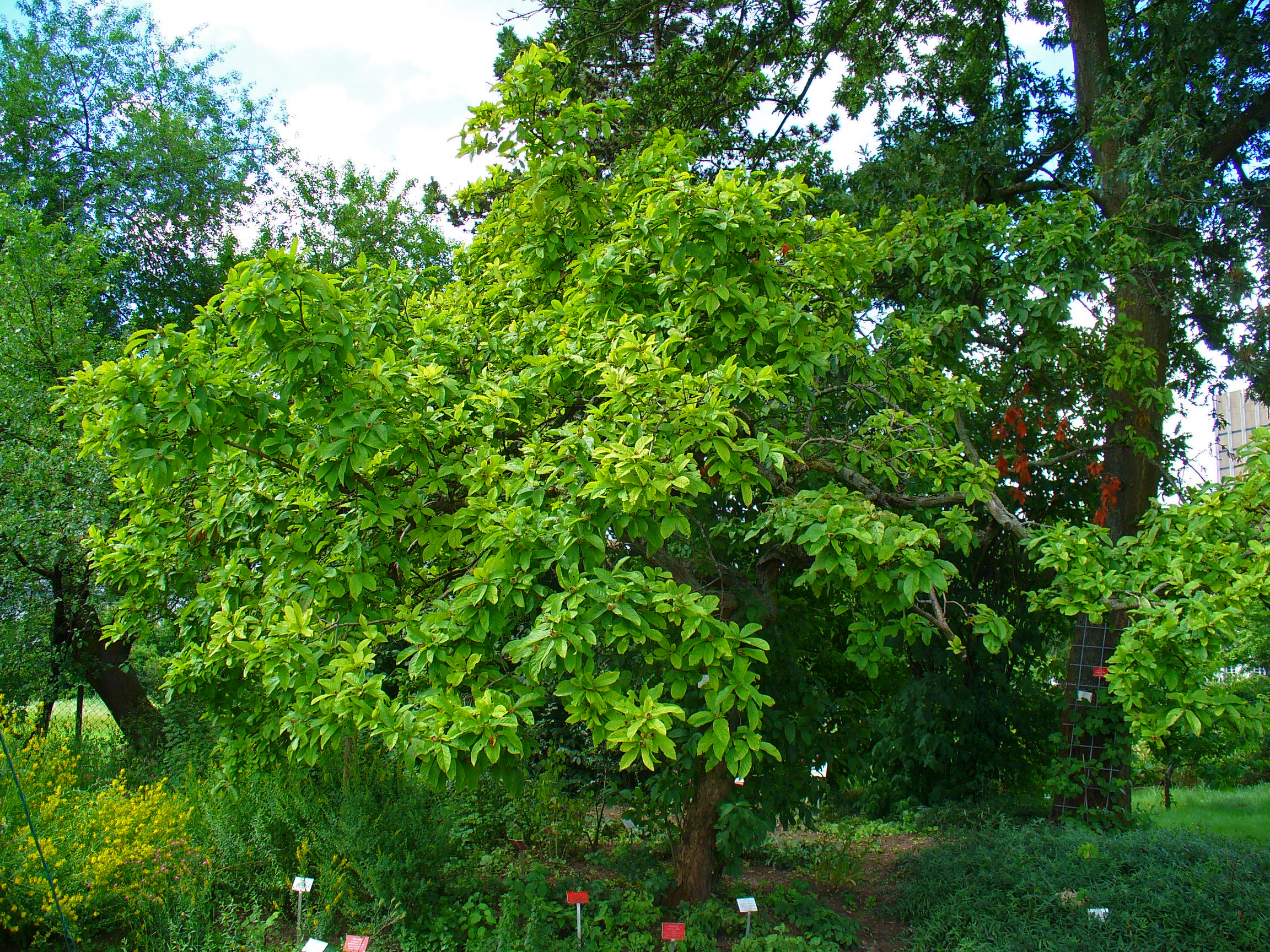
Общий вид
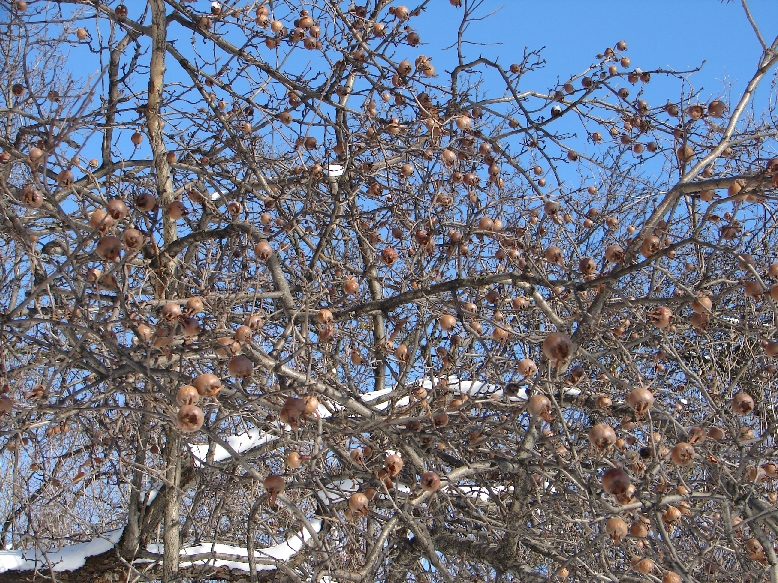
Зимующее растение
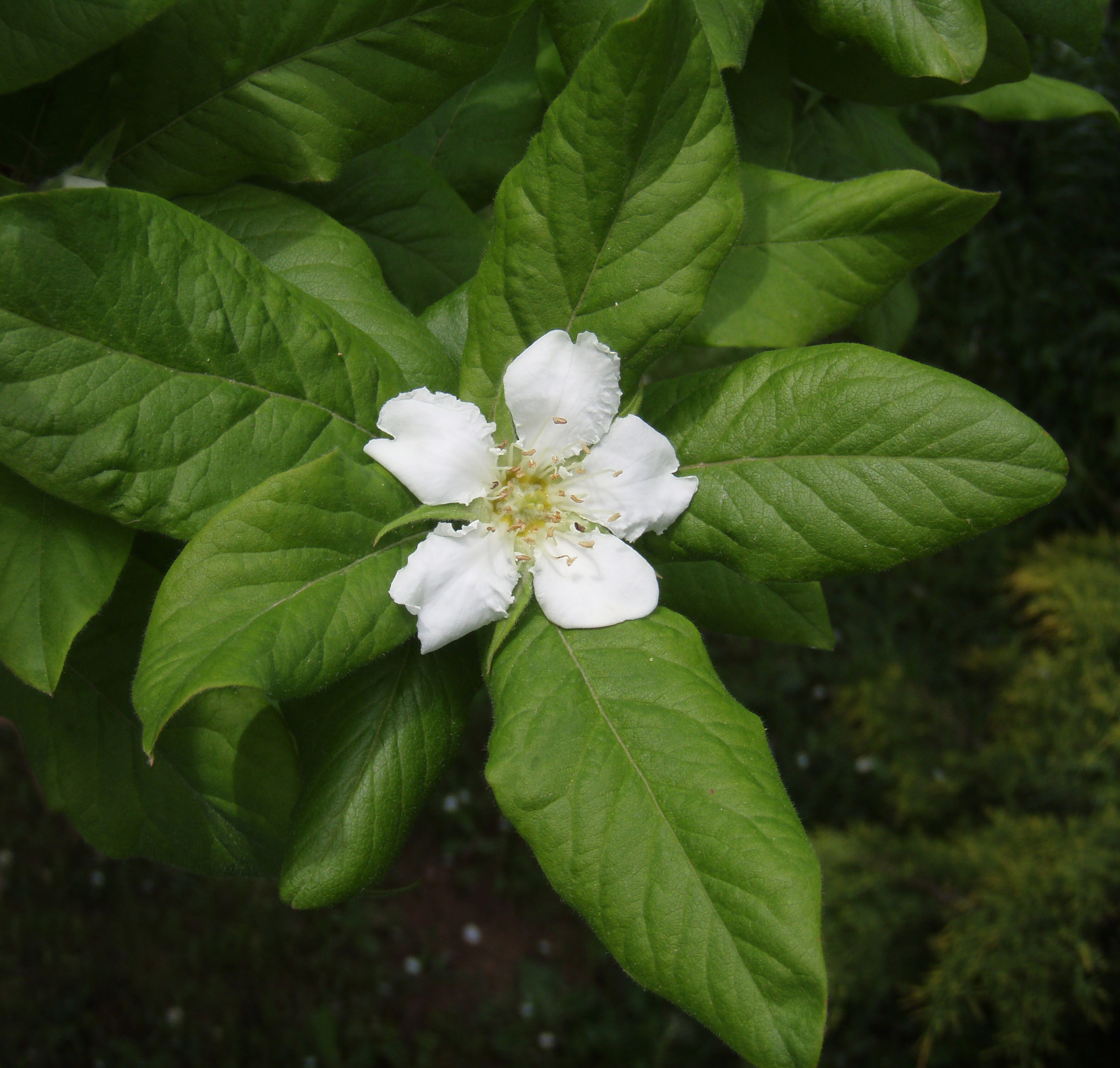
Цветок
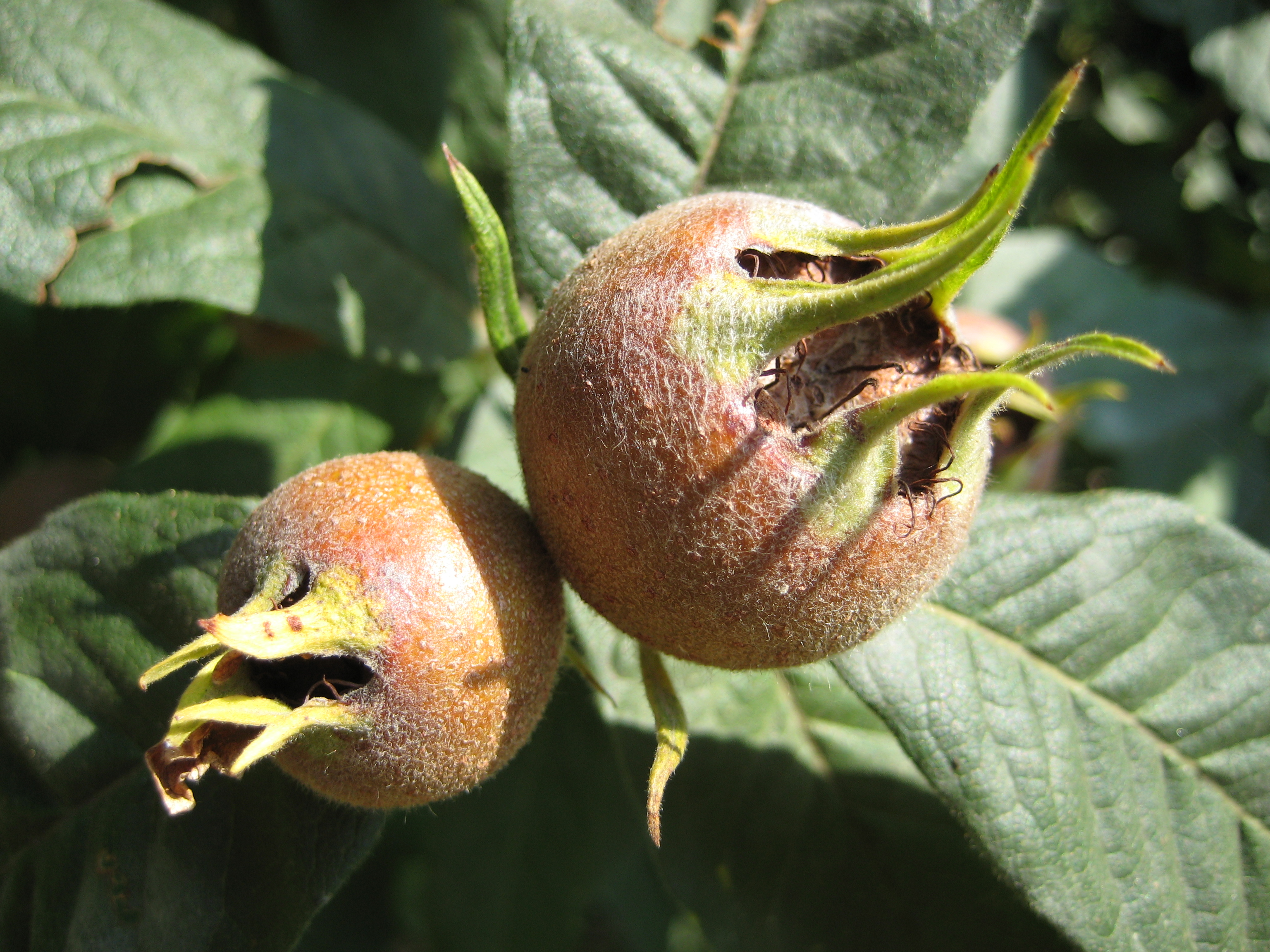
Плоды
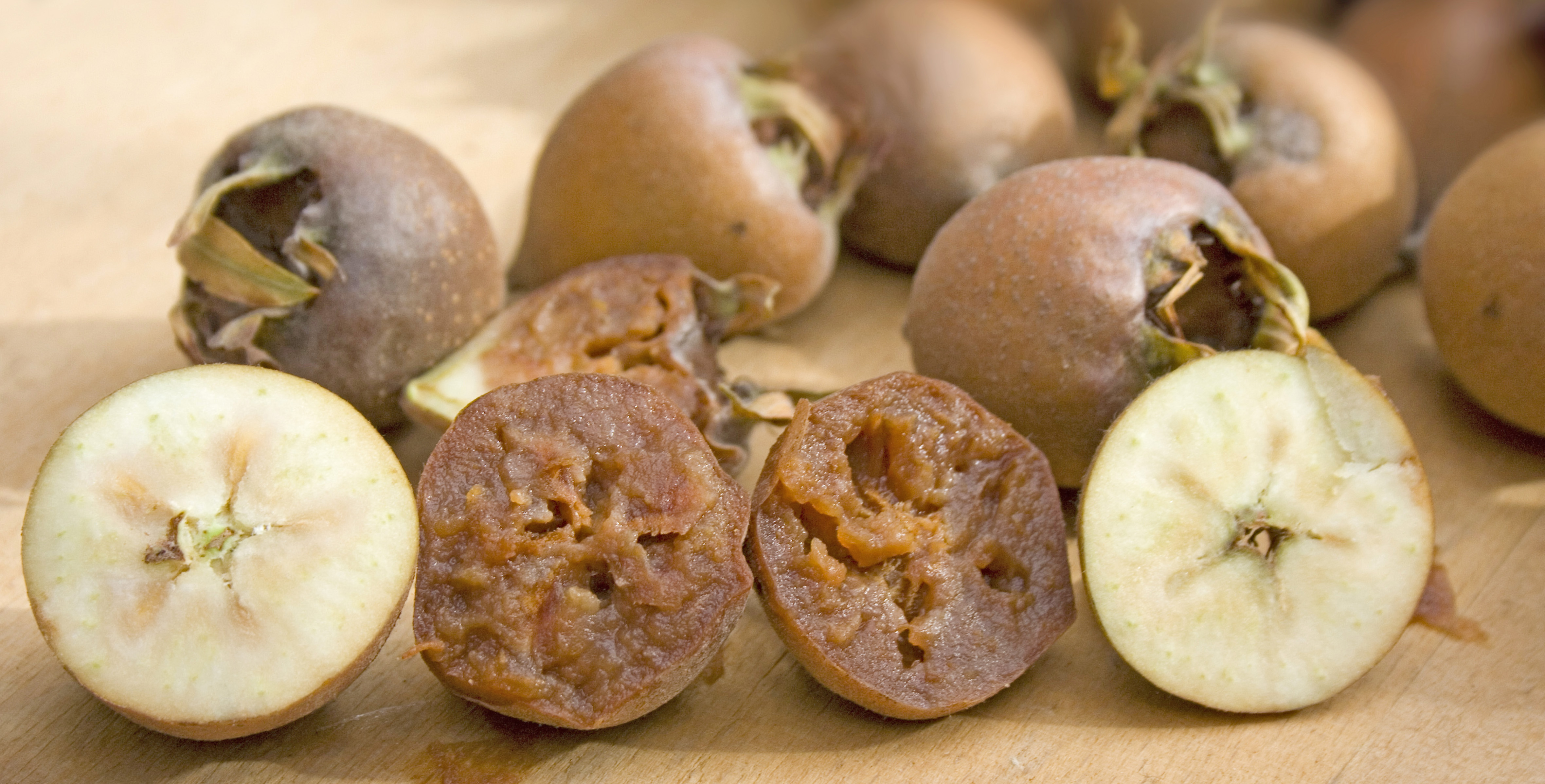
Плоды, пригодные в пищу (в центре)
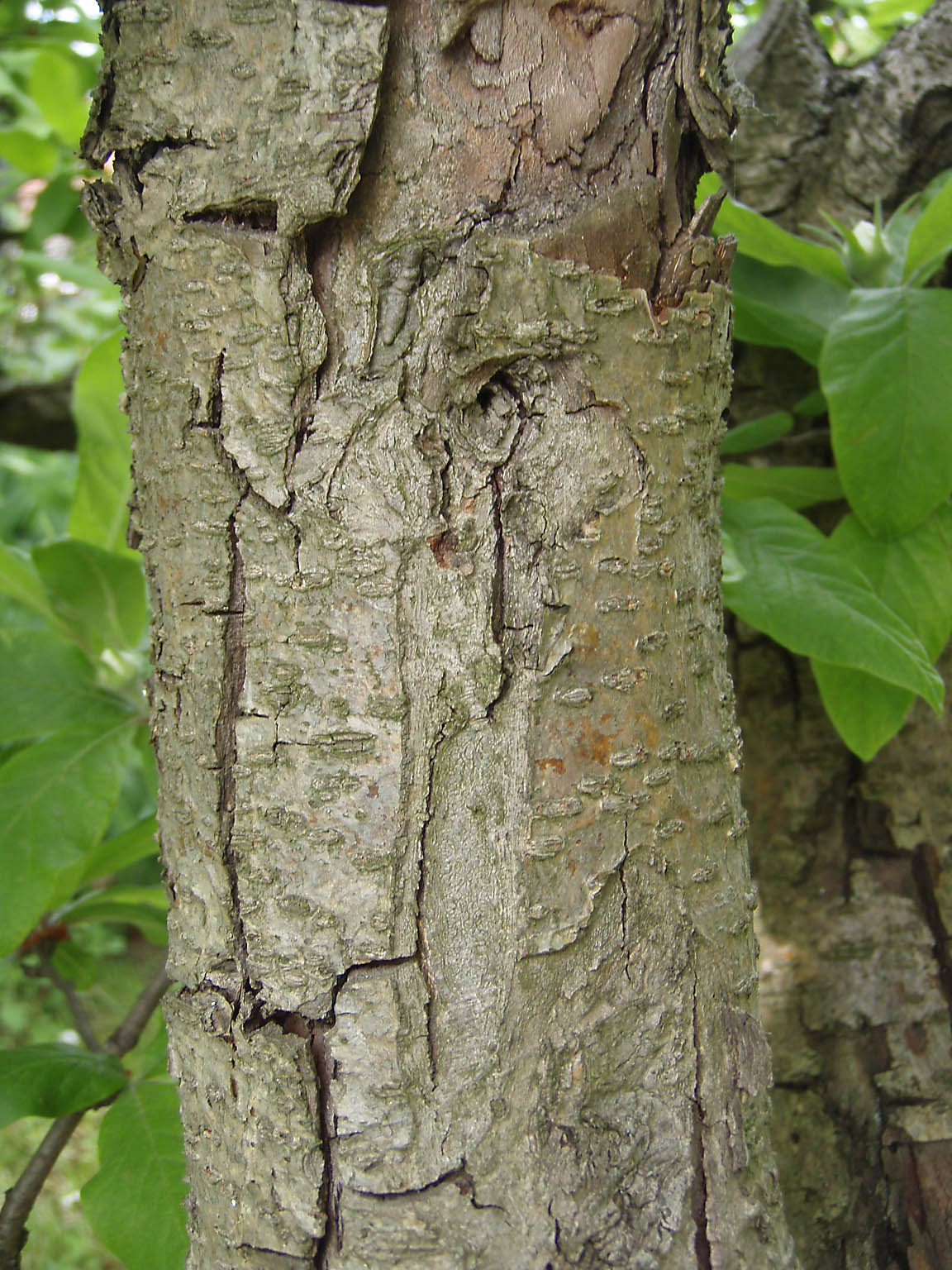
Кора